# هانا مارين
هانا إميلي مارين (من مواليد 16 مايو 1982) هي عداءة بلجيكية متخصصة في سباق 200 متر فازت بالميدالية الذهبية في سباق التتابع 4 × 100 متر في دورة الألعاب الأولمبية الصيفية 2008. أصبحت مارين لاحقًا زلاجة، حيث تنافس لصالح بلجيكا في دورة الألعاب الأولمبية الشتوية 2014.
بعد اعتزالها ألعاب القوى في عام 2012، تحولت مارين إلى التزلج على الجليد. شاركت مع فريق التزلج على الجليد الوطني في دورة الألعاب الأوليمبية الشتوية 2014، حيث احتلت هي وإلفجي ويليمسن المركز السادس في سباق الزلاجة للسيدات.